# Spiroctenus purcelli
Spiroctenus purcelli is een spinnensoort in de taxonomische indeling van de bruine klapdeurspinnen (Nemesiidae).
Spiroctenus purcelli werd in 1917 beschreven door Tucker.